# Astérios d'Amasée
Pour les articles homonymes, voir Astérios.
Astérios d'Amasée est un évêque d'Amasée de la fin du IVe siècle. Sa naissance se situe vers  335 et sa mort est survenue vers 410. Sa fête en tant que saint est fixée au 30 octobre.     
Ses homélies festives, dont 16 ont été conservées, dévoilent un auteur de bonne formation rhétorique, acquise sans doute à Antioche. Il est peu enclin aux spéculations théologiques ou exégétiques, et préfère les leçons morales. Les signes de l'influence des Cappadociens sont également visibles. C'est un témoin intéressant du développement de la liturgie et du culte des saints, entre les conciles de Constantinople (ou un peu avant) et d'Éphèse. 

## Édition
- PG, vol. 40, col. 155-480.

## Référence à ses écrits
- CPG 3260-3265